# Javaanse Jongens

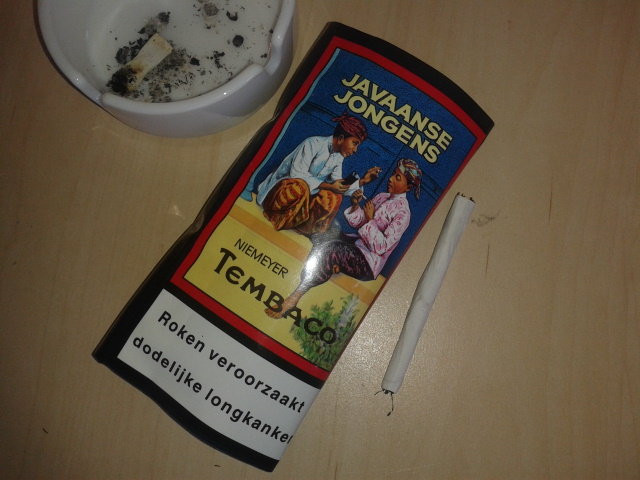
Javaanse jongens Tembaco (3/4) met gerolde sigaret en een asbak.

Javaanse Jongens is een merk shag dat in Nederland op de markt wordt gebracht door Koninklijke Theodorus Niemeyer BV, een onderdeel van British American Tobacco.

## Varianten
De bekendste variant is Tembaco, eerder ook bekend als 'driekwart' omdat het qua pittigheid en 'zwaarte' tussen de shagsoorten 'halfzwaar' (zoals Drum) en 'zware' shag (zoals Brandaris) zit.
Kwalificaties als 'light' of vergelijkbare termen zijn wettelijk niet meer toegestaan, de term 'driekwart' wordt dan ook niet meer gebruikt..
Naast Tembaco is of was het merk ook verkrijgbaar in de varianten:
- 'Enteng' - de minst zware blend, vergelijkbaar met halfzware shag (van de markt genomen in 2013)
- 'De Luxe' - de meest pittige blend, vergelijkbaar met zware shag.

Daarnaast was er ooit een milde variant (1/4 zwaar) verkrijgbaar.

## Achtergrond
'Javaanse Jongens' is een merknaam van Theodorus Niemeijer BV, tabaksfabrikant in Groningen. De Niemeijer groep is sinds 1999 onderdeel van de Nederlandse tak van het wereldwijde concern British American Tobacco.
In het verleden was het huidige Indonesië een kolonie van Nederland. Naast onder andere suiker, rubber, tin en olie was ook tabak een voor het moederland een winstgevend product uit Nederlands-Indië, zoals het toen heette. Het belangrijkste eiland van zowel de kolonie als het huidige Indonesië is Java. De tabakssoorten die verwerkt zijn in Javaanse Jongens zijn echter niet van Java afkomstig.